# Saint-Geniès-de-Fontedit
Saint-Geniès-de-Fontedit är en kommun i departementet Hérault i regionen Occitanien i södra Frankrike. Kommunen ligger i kantonen Murviel-lès-Béziers som tillhör arrondissementet Béziers. År 2022 hade Saint-Geniès-de-Fontedit 1 695 invånare.

## Befolkningsutveckling
Antalet invånare i kommunen Saint-Geniès-de-Fontedit
Referens:INSEE